# Statue di Rahotep e Nofret
Le due statue di Rahotep e Nofret sono annoverate tra i capolavori della statuaria della IV dinastia dell'Antico Egitto. Sono realizzate in calcare di alta qualità, i cui blocchi furono scelti con la massima cura per garantire lo straordinario risultato dell'artista che le scolpì.
Le due statue furono scoperte nel 1871 dall'egittologo francese Auguste Mariette nella mastaba a nord della Piramide di Meidum. Quando gli operai di Mariette entrarono nella stanza buia, rimasero terrorizzati alla vista dell'uomo e della donna che, grazie al loro splendido stato di conservazione, sembravano ancora vivi e seduti all'interno della tomba.
I due personaggi raffigurati sono stati identificati in base alle scritte poste ai fianchi delle due statue e sono il principe Rahotep e sua moglie, la principessa Nofret. Il principe Rahotep, il cui nome significa il dio Ra è soddisfatto, ha il titolo onorifico di sa-nswt-n-ghetef, cioè figlio del re, generato dal suo corpo, accordato, nel corso della lunga storia egizia, ai membri della famiglia reale. Gli altri titoli lo descrivono come un sacerdote di Ra e come supervisore ai lavori. Il nome della principessa Nofret è dipinto a fianco della testa ed è rekhet-nsw Neferet, la conoscenza reale.  
La statua di Rahotep lo ritrae seduto, con la mano destra appoggiata sulla parte sinistra del petto, proprio sopra il cuore che per gli antichi egizi era la sede della saggezza e della sensibilità; l'altra mano invece è appoggiata sulla gamba sinistra. Rahotep ha baffi e capelli curati, mentre gli occhi sono incorniciati da un tratto di colore nero e intarsiati con quarzo bianco, cristallo di rocca e resina.
La statua della moglie Nofret, invece, enfatizza la bellezza della principessa. La nobildonna, che indossa un duplice abito, è raffigurata anch'essa seduta: la veste più interna è il tipico abito attillato dell'Antico Egitto con spalline larghe, mentre quello più esterno assomiglia ad un mantello stretto. La parrucca è liscia, con scriminatura centrale, ornata da una fascia di motivi floreali che lascia scoperta sulla fronte una parte dei capelli. Gli occhi sono evidenziati con un tratto di colore e intarsiati con le stesse pietre usate per la statua del marito. Nofret porta una collana molto larga, tipica dell'Antico Regno, detta usekh, fatta di file alternate di grani di malachite e di cornalina. La principessa Nofret ha la pelle di color giallo-crema, in conformità con la tradizione secondo cui la carnagione chiara è, nelle donne, simbolo di nobiltà e di bellezza.